# Rozbójnik inkaski
Rozbójnik inkaski (Lestoros inca) – gatunek ssaka z rodziny zbójnikowatych (Caenolestidae).

## Taksonomia
Gatunek po raz pierwszy zgodnie z zasadami nazewnictwa binominalnego opisał w 1917 roku angielski zoolog Oldfield Thomas nadając mu nazwę Orolestes inca. Miejsce typowe to „Torontoy” (13°10′S 72°30′W/-13,166667 -72,500000), na wysokości 18 000 ft (5486 m), Cuzco, Peru. Holotyp to skóra i czaszka dorosłego samca o sygnaturze USNM 194401 i znajdujący się w zbiorach United States National Museum; odłowiony przez amerykańskiego zoologa Edmunda Hellera 14 maja 1915 roku. W tej samej pracy Thomas utworzył dla nowo opisanego gatunku rodzaj Orolestes, lecz nazwa ta okazała się zajęta przez rodzaj  ważki który opisał w 1895 roku angielski entomolog Robert McLachlan; w 1934 roku George Henry Hamilton Tate zaproponował nową nazwę rodzajową Cryptolestes lecz ta również okazała się zajęta przez rodzaj chrząszcza który opisał w 1899 roku austriacki entomolog Ganglbauer, co zostało skorygowane w tym samym roku przez amerykańskiego publicystę Paula Oehsera, który utworzył nowy rodzaj Lestoros (rozbójnik) którego rozbójnik inkaski jest jedynym przedstawicielem.
Opisany w 1987 roku przez niemieckiego teriologa Johannesa Bublitza nowy gatunek Caenolestes gracilis okazał się być synonimem L. inca ze względu na niewielką zauważalną zmienność klinalną lub wewnątrzgatunkową. Ograniczone dane genetyczne i bardziej istotne dane morfologiczne sugerują, że L. inca jest taksonem siostrzanym dla Rhyncholestes raphanurus.

### Etymologia
- Orolestes: gr. ορος oros, ορεος oreos „góra”[12]; ληστης lestes „rozbójnik, bandyta”, od λῃστευω lēisteuō „grabić, łupić”[13].
- Cryptolestes: gr. κρυπτος kruptos „ukryty”[14]; ληστης lestes „rozbójnik, bandyta”, od λῃστευω lēisteuō „grabić, łupić”[13].
- Lestoros: gr. ληστης lestes „rozbójnik, bandyta”, od λῃστευω lēisteuō „grabić, łupić”[13]; ορος oros, ορεος oreos „góra”[12].
- inca: Inga lub Inca (pol. Inkowie), ludy sprzed podboju Peru i Boliwii[15].
- gracilis: łac. gracilis lub gracilus „smukły, elegancki, cienki”[16].

## Zasięg wstępowania
Rozbójnik inkaski występuje nad górnymi wodami czterech systemów odwadniających wzdłuż zbocza wschodnich Andów od góry Ocobamba, w Cuzco (południowo-wschodnie Peru) do góry Cerro Llamachaqui, w La Paz (zachodnia Boliwia).

## Morfologia
Długość ciała (bez ogona) 9–12 cm, długość ogona 10–13,5 cm, długość tylnej stopy 2,2–2,4 cm; masa ciała 20–35 g.

## Status zagrożenia
W Czerwonej księdze gatunków zagrożonych Międzynarodowej Unii Ochrony Przyrody i Jej Zasobów został zaliczony do kategorii LC (ang. least concern „najmniejszej troski”).